# Dino Radojević
Dino (Dimitrije) Radojević (Stanišić, Sombor, 1. siječnja 1927. – Zagreb, 9. svibnja 1986.), hrvatski kazališni redatelj i pedagog

## Životopis
Rođen u Stanišiću kraj Sombora 1. siječnja 1927. godine. 1950. godine u Ljubljani završio studij režije na Akademiji za igralsko umetnost u Ljubljani. Tri je godine radio u Kranju u Prešernovu gledališču u Kranju i u kazalištu u Celju. Režirao je djela Gorkoga, Cankara i Shakespearea. Branko Gavella pozvao ga je u novoosnovano Zagrebačko dramsko kazalište, a Radojević se odazvao pozivu. Radojević je tamo ostvario više antologijskih režija te neke od emblematskih predstava toga kazališta. Ističu ga uprizorenja drama američkih pisaca, klasičnog repertoara i modernih klasika i nekih hrvatskih dramatičara. Režirao i u zagrebačkom HNK, na Splitskome ljetu i Dubrovačkim ljetnim igrama. Uz Kostu Spaića, Božidara Violića i Georgija Para pripadnik tzv. Kartela Gavellinih nastavljača. Više je godina predavao glumu na zagrebačkoj Akademiji dramske umjetnosti. U postgavellijanskom naraštaju redatelja spada u najistaknutije predstavnike koji su obilježili hrvatsko kazalište druge polovine 20. stoljeća.
Prvi je uprizorio ne samo žanrovski kontroverzni tekst (scenarij-drama). Mnogu je suvremenom hrvatskom glumištu pridonio malobronim, ali antologijskim uprizorenjima Krležinih djela. Surađivao s kazalištem Teatar &TD.
Pomoćnik redatelja u filmovima Carevo novo ruho (1961.) i Opsada (1956.).